# 6,5 mm Bergmann
La 6,5 mm Bergmann est une cartouche pour le pistolet semi-automatique créée par Theodor Bergmann à la fin du XIXe siècle et abandonnée au début des années 1930.

## Historique
La cartouche est développée par Theodor Bergmann vers 1894-1896 pour ses pistolets automatiques. Commercialisé au plus tard à partir de 1904, elle est abandonnée du fait de son obsolescence avant 1934. Elle n’est plus produite ni utilisée depuis en dehors des collectionneurs.

## Description
La cartouche 6,5 mm Bergmann est une cartouche à percussion centrale et étui à collet sans bourrelet, à l’origine également sans gorge, avant que celle-ci soit ajoutée afin de faciliter l’extraction des cartouches non tirées de la chambre. La cartouche mesure 31,24 mm de long, dont 22,10 mm pour l’étui. Ce dernier a un diamètre de 9,32 mm à la base, 7,34 mm au collet et 9,40 mm au culot.
La balle est de calibre 6,5 mm et mesure 6,70 mm de diamètre. Sa vitesse initiale est d’environ 238 m/s et son énergie en sortie de bouche d’environ 127 J. Cela en fait une cartouche assez faible, mais qui reste néanmoins plus puissante que d’autres cartouches de calibre similaire comme le 6,35 mm.